# Montes de Hodna
Los montes del Hodna (en árabe : جبال حضنة) son una cadena montañosa de Argelia ubicada en el centro-este del país y que se extiende entre el Atlas telliano y el sahariano.

## Geografía
Los montes de Hodna se extienden entre el Atlas telliano y el Atlas sahariano, de los que forman parte, que cortan los altiplanos en dos partes desiguales y que dominan la región deprimida de la cuenca del Hodna. Los montes constituyen geológicamente y humanamente una réplica en pequeño del Aurés.
La cadena de los montes del Hodna asegura la conexión orográfrica entre los montes de los Bibans y el Aurés. Esta cadena está formada, del noroeste al sudeste, por los montes de los Ouennougha, los montes de los Maadid, el Bou Taleb, los montes de los Ouled Sellem y el Belezma.
El conjunto de los montes no aísla completamente la depresión del Hodna de las elevadas llanuras de norte y del este. Se elevan hasta 1890 metros en el Bou Taleb (djebel Afgana) pero las cañadas de transhumancia las atraviesan siguiendo o las gargantas del Soubella entre Maâdid y Bou Taleb o la depresión entre N'Gaous y Barika.

Las vertientes norte, más regadas, están cubiertos de quercineas y de matorrales de encinas. Al este, el pino de Alepo domina; mientras que las vertientes del sur tienen poca vegetación y están cubiertas de enebro  salpicando la estepa de esparto. Los yacimientos de fosfatos son numerosos: los más ricos están localizados en el djebel Maâdid.

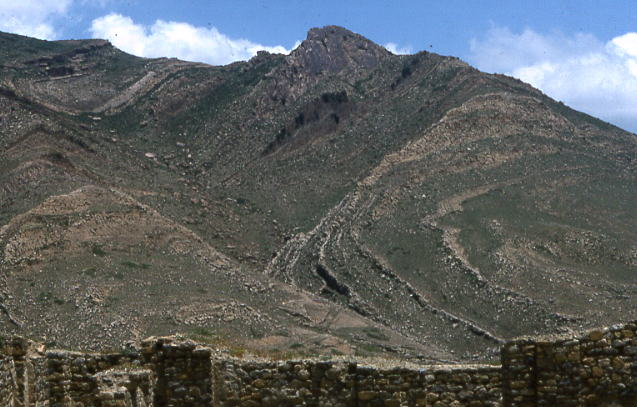
Vista sobre las montes de los Maâdid.
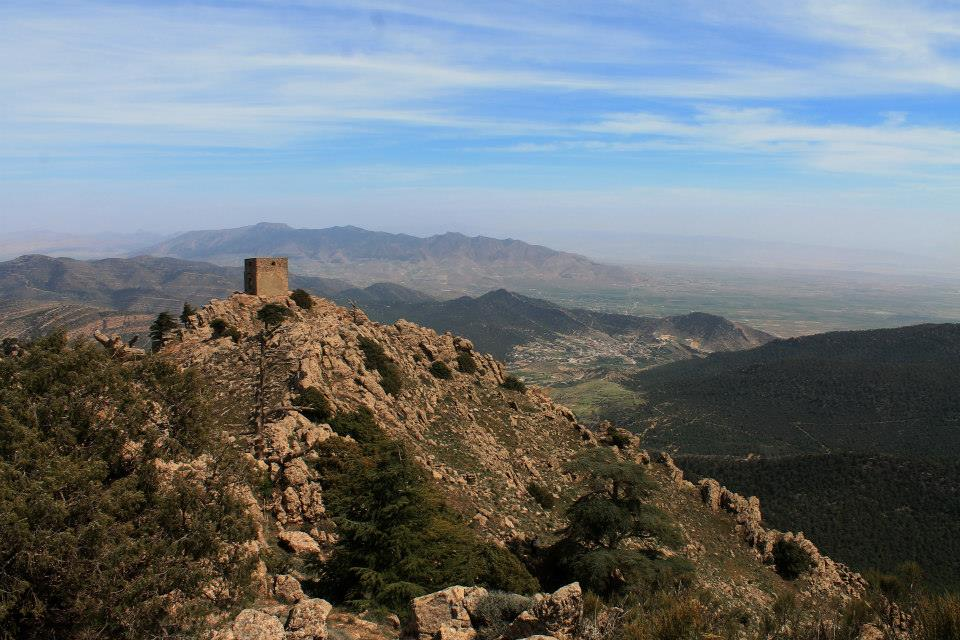
El djebel Afgana en el Bou Taleb

## Patrimonio

Alminar de Kalâa de los Béni Hammad

Se tiene conocimiento de varios yacimientos en las vertientes de las montes del Hodna. Dolmenes y otras sepulturas megalíticas han sido descritos en los montes de los Maâdid.
Los romanos trazaron en las montañas, una línea de defensa, (limes), frente a las poblaciones bereberes hostiles a la presencia romana y edificaron puestos militares a lo largo del limes, que acabaron siendo el origen de  las ciudades  de : Thubuna, Nicivibus (N'Gaous), Cellas, Macri, Zabi, Aras, Grimidi.
Las vertientes meridionales de los montes de los Maâdid cobijan el yacimiento  arqueológico de la Al-Qal'a de Beni Hammad ubicada a 1000 m de altitud. Kalaa primera capital de los Hamaditas, fue fundada al principio del siglo XI . Es uno de los complejos monumentales más interesantes de la civilización islámica. El yacimiento está clasificado Patrimonio de la Humanidad por el Unesco desde 1980.

## Poblaciones
Las tribus nómadas del Hodna se arabizan progresivamente, mientras que las poblaciones de los macizos que la dominan al este, desde el Bou Taleb hasta el Belezma, conservan su modo de vida y su lengua bereber y pertenece al grupo de los chaouis.